# Synagogue Adath Jeshurun de Jassy
 (septembre 2020).
La synagogue Adath Jeshurun de Jassy  est une synagogue aujourd'hui désaffectée construite en 1904 sur Rivington Street près d'Eldridge Street dans le Lower East Side de Manhattan, à New York. 
En 1912, un groupe de Juifs polonais de Varsovie a acquis le bâtiment et l'a rebaptisé synagogue Erste Warshawer. 
Le style est néo-mauresque et dû à l'architecte Emery Roth. 